# Miquel Wert Jirheden
Miquel Wert Jirheden   (Barcelona, 1982) és un pintor i muralista català i suec. Des del 2019, també ensenya a la Universitat de Barcelona.
El 2021, amb Elisa Capdevila, va pintar un mural en homenatge a la gent gran al barri del Camp de l'Arpa de Barcelona, a la cantonada entre l'avinguda Meridiana i el carrer de Trinxant.